# Famille de Quatrebarbes
 (février 2024).
Si vous disposez d'ouvrages ou d'articles de référence ou si vous connaissez des sites web de qualité traitant du thème abordé ici, merci de compléter l'article en donnant les références utiles à sa vérifiabilité et en les liant à la section « Notes et références ».
La famille de Quatrebarbes est une famille subsistante de la noblesse française d'extraction médiévale, originaire du Poitou.
Ses anciennes possessions se situent principalement dans le département actuel de la Mayenne.
Elle compte parmi ses membres un général, des officiers, deux gouverneurs et un député.

## Histoire
Un personnage nommé Foulques Quatrebarbes est mentionné en 1180, croisé en 1218, supposé mort en 1220, qui ne semble pas être celui de la généalogie de la famille. 
La généalogie de la famille n'est connue que depuis Macé Quatrebarbes, qui se marie à une date inconnue, au XIVe siècle, à la Touche de Mée avec Jeanne de Brochesac. 
La famille de Quatrebarbes fut admise aux honneurs de la Cour en 1786.
Certaines de ses branches subsistent aujourd'hui.
En 1392, Gilles Quatrebarbes, seigneur de Coulettre participe à une tentative d'assassinat visant le connétable Olivier de Clisson. Son fils, Jean Quatrebarbes épousa Jeanne Cheorchin, qui lui apporta les terres ou fiefs d'Ampoigné, la Motte-Sorchin, le Genest, d'autres encore : Cosmes, Cossé, Astillé. Cette branche aînée s'éteignit deux générations plus tard lorsque Guillaume Quatrebarbes, seigneur de Coulettre, mourut à la bataille de Verneuil (1424).
Le second fils de Macé Quatrebarbes et de Jeanne de Brochesac, nommé aussi Macé, eut aussi une nombreuse postérité, possessionnée dans le comté du Maine. Maurice Quatrebarbes est le fils de Macé de Quatrebarbes et de Jeanne de Brochesac. Il commandait une compagnie devant Cambrai et Douai, en  juin-juillet 1340. Il épousa Aliette de la Rivière et fut seigneur de la Rongère. Pierre, son fils, Jean, son petit-fils, les enfants de ce dernier, dont les quatre aînés périrent à la bataille de Verneuil.
Jean, fils du premier Macé, fut aussi employé toute sa vie, atteste Charles VII, pour débouter les Anglais d'Anjou et du Maine, ainsi qu'avoient fait ses prédécesseurs[réf. nécessaire]. Il eut le titre de chambellan du roi en 1445[réf. nécessaire]. Le roi lui donna en 1458 des lettres de sauvegarde et lui permit de placer les panonceaux royaux sur ses terres. Isabeau Frézeau, sa veuve, douairière de la Rongère, testa le 17 février 1486.
Parmi les fils qu'eurent Jean Quatrebarbes et Isabeau Frézeau, René fut docteur en théologie et chanoine d'Albi ; Louis, curé de Fontenay[Lequel ?], prieur de Saint-Malo-des-Mées, testa le 14 juin 1502 en faveur de l'Église de Saint-Sulpice et des Dominicains de Laval ; Jean fut maître des requêtes ; Pierre offensa par un refus une fille de qualité qui espérait l'épouser, et qui l'empoisonna. Il survécu et épousa par la suit Renée de la Jaille. Un de ses fils, imitant son père, refusa de se rendre au jour convenu à une réunion où devait se conclure son mariage avec une fille de la famille du Bouchet.
Le frère de René n'eut pas d'enfants de Julienne Le Porc.

### Branche de la Rongère
La branche de la Rongère, continuée par les descendants de Guillaume de Quatrebarbes, fils de Jean Quatrebarbes et Isabeau Frézeau, mari de Guillemette Rossignol, donna Louis, tué à Ravenne.
François, son fils, né au signe d'Ariès, le 7e jour de la lune, ce qui est, paraît-il, un mauvais présage, eût ruiné sa maison s'il n'eût vécu ; pourtant, écuyer, seigneur de la Volue, il l'éleva par son alliance avec Olive de Brée, dame de Saint-Denis-du-Maine.
Issu de ce mariage, Guillaume refusa l'ordre de Saint-Michel que lui offrait Nicolas d'Angennes, protestant que ceux de son nom n'avaient jamais été faits chevaliers dans l'oisiveté. Le prétexte est singulier à une époque où les guerres civiles ensanglantaient le pays. Il voulait fonder une collégiale à la Rongère, quand il mourut subitement, le 9 août 1571.
On trouve parmi les collatéraux : Guillaume, né le 26 janvier 1561, gouverneur de Bazouges-sur-le-Loir, serviteur fidèle d'Henri IV[réf. nécessaire] ;
Lancelot, tige de la branche de Chasnay, qui eut mission auprès du roi d'Angleterre et laissa des mémoires perdus sur la maison du roi où il avait été employé[réf. nécessaire] ; il mourut au Logis seigneurial de Viaulnay le 15 août 1610. 
Élisabeth, religieuse du Carmel de Beaune, née le 8 janvier 1598, mourut en odeur de sainteté le 1er janvier 1660, comme on l'apprend de son épitaphe et de sa vie imprimée à Dijon en 1861. Mère Élisabeth de la Trinité (nom de religion) avait une dévotion spéciale au cardinal de Bérulle ;
Pierre, de la branche des Pins de Saint-Pierre-sur-Erve, tué dans la tranchée au siège de Montmédy.
Zacharie, qui se fit tuer au siège de Gravelines (1658).
Lancelot II de Quatrebarbes, qui épousa Françoise de Cervon.
Son fils René V de Quatrebarbes, épousa Jacqueline de Preaulx. Il est l'auteur de l'Histoire généalogique de la maison de Quatrebarbes. Il servit comme volontaire en 1635 dans l'armée du cardinal de Lavalette.
Hyacinthe Ier de Quatrebarbes (1644-1703), fils de René V. Il naît le 1er janvier 1644. Il fut nommé en 1684 chevalier d'honneur d'Élisabeth-Charlotte de Bavière, duchesse d'Orléans, mère du Régent. En 1688, il est chevalier des ordres du roi, il fut créé marquis de La Rongère par lettres patentes de Louis XIV du 31 décembre 1688[source insuffisante]. Il épousa le 14 août 1663 Françoise du Plessis-Châtillon, dame du Boisbéranger, et veuf le 9 septembre 1674, convola avant 1680 avec Marie de Ruellan, fille d'un maître des requêtes, veuve de Claude-Louis de Bucy, marquis d'Esnouville. Il mourut a Paris le 22 décembre 1703 dans l'appartement qu'il occupait en raison de sa charge au Palais-Royal et fut inhumé aux Grands-Augustins. C'était, dit Saint-Simon, « un des plus beaux et des plus honnestes hommes de la cour du grand roi où il passa sa vie, chevalier des ordres du Saint-Esprit et de Saint-Michel. ». Il eut deux filles de son premier mariage : Henriette-Antoinette, mariée successivement à François Rouxellé, marquis de Saché, mort en 1692, puis à François-Henri de Menon, comte de Turbilly, en 1698 ; Françoise, qui épousa Éleonor-Clément-Guillaume, comte de la Motte.

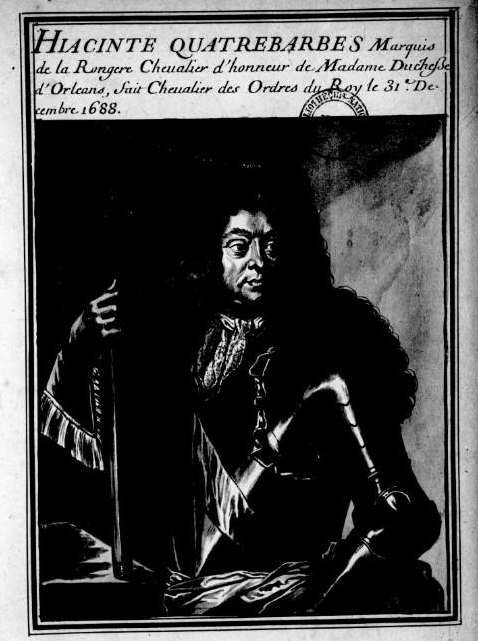
Hyacinthe de Quatrebarbes

### Branche de la Roussardière
Élie de Quatrebarbes, oncle de Hyacinthe Ier. Il est à l'origine de la branche de la Roussardière. Cette dernière se divise entre la branche de la Sionnière et celle de La Cour avec les fils de Hyacinthe-René, Hyacinthe-Charles-René (1759-1835), qui repris le titre de marquis de La Rongère[réf. nécessaire] et son frère Augustin Lancelot (1763-1842). 
- Hyacinthe-René de Quatrebarbes (1713-1794) ∞ Marie Anne Débonnaire
  - Hyacinthe-Charles-René (1759-1835)  ∞ Marie Leroy de La Potherie
  - Perrine (1761-1829) ∞  René Déan de Luigné
  - Augustin Lancelot (1763-1842) ∞ Félicité Auguste Gabrielle Bourdon de Gramont ∞ Louise des Hayes de Cosmes

C'est de Hyacinthe-René de Quatrebarbes (1713-1794) que sont sorties les deux branches connues de la famille au XIXe siècle, à savoir :

#### Branche de la Sionnière
Hyacinthe-Charles-René de Quatrebarbes, né le 14 juillet 1759 à Château-Gontier et mort le 22 mai 1835 est officier de cavalerie, capitaine au Régiment Royal en 1789, il émigre en 1791, et effectue la campagne militaire dans l'armée du duc de Bourbon-Condé faisant partie de l'Armée des émigrés. Il rejoint ensuite la chouannerie, et il est l'un des signataires de la pacification de Candé. Sous le Premier Empire, le préfet le nomme en 1808 maire d'Argenton-Notre-Dame, et son frère, Augustin Lancelot (1763-1842) est nommé au même moment maire de Châtelain. Il est désigné comme un des Grands notables du Premier Empire du département de la Mayenne. Hyacinthe-Charles-René transmet en 1813 à son fils aîné Hyacinthe-René de Quatrebarbes la mairie d'Argenton. Il participe aux Cent Jours comme capitaine au soulèvement des compagnies royales de la Loire. Il fait nommer son fils aîné, sous-préfet de Château-Gontier le 2 aout 1815, en remplacement de Joseph d’Estourmel, préfet de l'Aveyron.
Son héritier Hyacinthe-René de Quatrebarbes est placé en 1792 par ses parents chez des jésuites anglais à Liège. Évacué vers l'Angleterre en 1795, avec les autres élèves, lors de l'avance des armées de la République française, il ne rentre qu'en 1801, après avoir reçu une éducation britannique. Il est capitaine en second de la compagnie de Challain, dans la 1re légion de l'Armée catholique et royale du Maine pendant les Cent-Jours. Pour sa fidélité aux Bourbons, il est nommé sous-préfet de Château-Gontier le 2 aout 1815, en remplacement de Joseph d’Estourmel, préfet de l'Aveyron. Il est remplacé le 17 mars 1819 pour ses prises de position trop favorables aux Ultras royalistes. Très engagé, un de ses premiers actes est de recommander à l'adjoint au maire de Craon de faire peser sur les acquéreurs de biens nationaux les réquisitions de bœufs exigés par les Prussiens. Nommé ensuite sous-préfet à Segré le 7 mars 1822, puis à Chateaudun le 21 août 1822, il démissionne à l'arrivée de la monarchie de Juillet en 1830, et quoique fait chevalier de la Légion d'honneur en 1831, il se consacre désormais aux affaires locales. Il est élu aux Élections cantonales de 1848 dans la Mayenne conseiller général du Canton de Bierné de 1848 jusqu'au Second Empire. Monarchiste, il refuse le serment à Napoléon III. Il introduit la race Durham dans l'élevage en Mayenne.
Son fils Louis-Hyacinthe de Quatrebarbes (1811-1879) commence une carrière militaire, mais démissionne après les Trois Glorieuses, qui mettent en place la monarchie de Juillet. Hostile aux Orléans, il participe à la Chouannerie de 1832. Monarchiste, il refuse le serment à Napoléon III. Suivant ses opinions politiques et religieuses, il va se mettre, en 1860, au service de la cause pontificale dans la lutte contre Garibaldi, à la disposition de général de Lamoricière. Il participe à cette campagne accompagné de ses deux neveux, le marquis d'Héliand et le comte Zacharie de Reau. Six ans après, après être retourné en Anjou, il revient précipitamment à Rome pour y voir mourir son fils Bernard de Quatrebarbes qui l’avait remplacé en tant que zouave pontifical. Bernard blessé mortellement à la bataille de Monterotondo, en 1867. Louis-Hyacinthe est élu aux Élections cantonales de 1871 dans la Mayenne conseiller général du Canton de Bierné de 1871 jusqu'à sa mort. Il est commandeur de l'ordre de Pie IX. Il décède en 1879 des suites d'une longue maladie.
Son héritier est Louis-Marie de Quatrebarbes, (1854-1930), conseiller général du Canton de Bierné de 1878 à 1930, maire d'Argenton-Notre-Dame de 1882 à 1930. Royaliste et catholique, il était dévoué à l’enseignement catholique, il assumait la charge d’une école située à mi-chemin entre Argenton et Saint-Michel-de-Feins, et combattit la Loi du 7 juillet 1904, pour conserver les religieux donnant l'instruction et l’éducation catholique aux enfants des deux paroisses. Il protesta contre l'expulsion de ces religieux. Il était membre de la Société civile de l'Institution Saint-Michel de Château-Gontier. Il est fait chevalier de la Légion d'honneur le 29 janvier 1929. Au Conseil général de la Mayenne, il s’intéressait spécialement aux questions d’élevage. Il était membre de la Commission du Stud-Book Mayennais.[réf. nécessaire]
Le successeur de Louis-Marie est Xavier Marie Zacharie (1895-1969), conseiller général du Canton de Bierné de 1952 à 1969, conseiller municipal d'Argenton-Notre-Dame, président du conseil d'administration de La Gazette de Château-Gontier en 1940.
Deux de ses fils choisirent la carrière des armes : l'ainé, Hyacinthe (1920-1981), fut officier de carrière. Saint-cyrien (promotion Maréchal Pétain : 1940-1942), commandant de la 5e division blindée (1970-1972), général de corps d'armée et grand officier de la Légion d'honneur ; Christian-Guillaume, né en 1921, fut chevalier de la Légion d'honneur et reçu la croix de guerre 1939-1945.[réf. nécessaire]

##### Arbre généalogique
En gras, les aînés de la famille de Quatrebarbes ;
- Hyacinthe-Charles-René de Quatrebarbes, (1759-1835), grand notable du Premier Empire et homme politique, épouse Marie Leroy de La Potherie
  - Hyacinthe-René de Quatrebarbes (1785-1857), sous-préfet de Château-Gontier de 1812 à 1819, conseiller général, épouse Catherine Gaudicher de Princé (1791-1847)
    - Louis-Hyacinthe de Quatrebarbes (1811-1879), épouse Hermine Marie Joséphine Jousseaume de La Bretesche
      - Bernard de Quatrebarbes (1840-1867), zouave pontifical

    - Marie Pauline de Quatrebarbes (1812-1882), épouse Pierre Georges, comte d'Héliand
    - Xavier de Quatrebarbes (1815-1885), épouse Zénaïde de La Sayette (1830-1871)
      - Guillaume de Quatrebarbes (1857-1899), épouse Marthe de Chavagnac (1863-1930)
        - Xavier de Quatrebarbes (1895-1969), conseiller général, épouse Henriette de Robien (1895-1988)
          - Hyacinthe de Quatrebarbes (1920-1981), général de corps d'armée, épouse Marie-Ange du Breil de Pontbriand (1920)
            - Louis de Quatrebarbes (1947)

    - Marie Thérèse de Quatrebarbes (1819-1880), épouse Zacharie du Réau de La Gaignonnière
    - Charles Philippe Jean Urbain de Quatrebarbes (1824-1893), épouse Élisabeth Agathe Charlotte de Bailly

  - Théodore de Quatrebarbes (1803-1871)

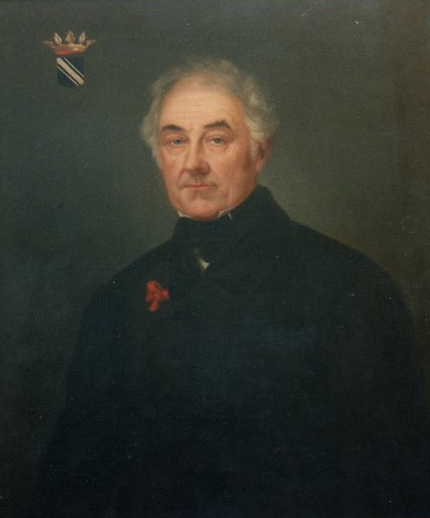
Hyacinthe de Quatrebarbes (1785-1857)
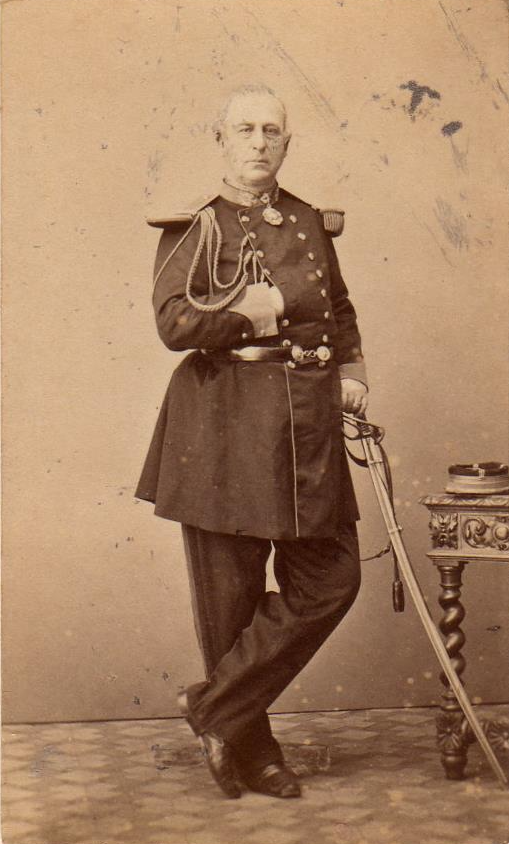
Théodore de Quatrebarbes (1803-1871)
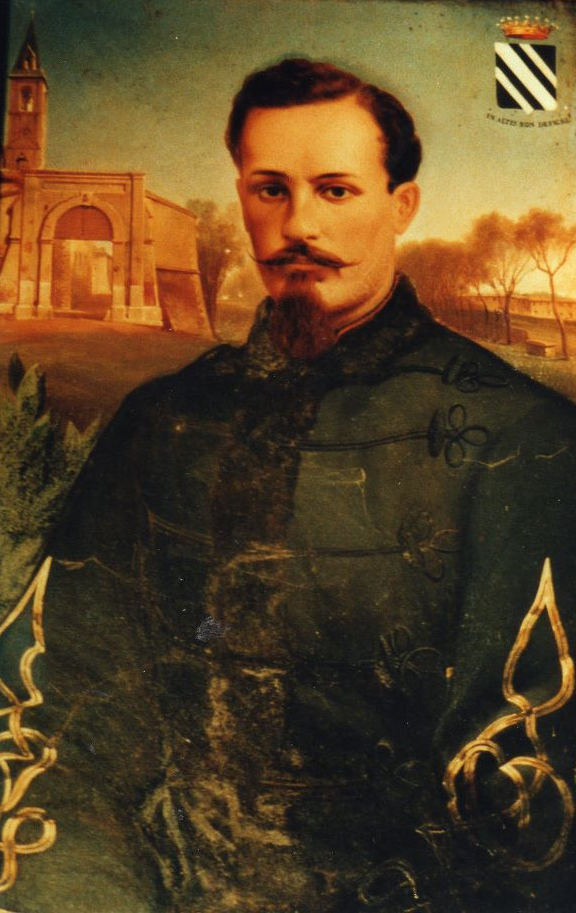
Bernard de Quatrebarbes (1840-1867)

#### Branchede la Cour(Châtelain)
- Augustin Lancelot de Quatrebarbes ∞ Félicité Auguste Gabrielle Bourdon de Gramont.
  - Lancelot-Hyacinthe-Gabriel de Quatrebarbes (1791-1867) ∞ Alexandrine Marie Roullet de la Blancherie.
    - Lancelot de Quatrebarbes (1826-1860), inspecteur des finances.
    - Raoul Alexandre (1829-?), percepteur.
    - Marie  ∞ Emmanuel de la Bouilerie, inspecteur général des finances et Chevalier de la Légion d'Honneur.
    - Marguerite Charlotte Alphonsine Marie ∞ Louis-Gabriel Brunet de la Charie.

  - Félicité Marie Claudine (1793-1824) ∞ Alphone Buttler O'Madden.
  - Augustin Félix Marie[n 4] (1794-1864), baron de Quatrebarbes ∞ Augustine Clémence Thomas de Boismelet.
  - Charlotte Claudine (1795-?) ∞ Théodore Auguste de Ravenel.
  - Léopold Sophie Louis François[n 5] (1797-1872) ∞ Zoé de la Forêt d'Armaillé.
    - Léopold (1826-1908) épouse Marie Lambot de Fougères.
      - Foulques (1854-1930) épouse Cécile Daudier.
        - François (1886-1945) épouse Simone Aubineau.
          - Bernadette (1915-1978) épouse Hubert Tassin de Montaigu (1904-1996).
            - Emmanuel Tassin de Montaigu épouse Françoise Gallimard (1940).
- Augustin Lancelot de Quatrebarbes ∞ Louise des Hayes de Cosmes, dont :
  - François Jules[n 6], dit Xavier[n 7] (1811-1874) ∞ Céleste Legouge du Plessis
  - François Jules ∞ Marie Perrine Le Faucheux.
    - Marie-René-Yves, baron de Quatrebarbes (1847-1885), zouave pontifical ∞ Marie Henriette Julienne de la Taille des Essarts.

  - Augustine Aurélie, dite Amicie[n 8] (1812-?)  ∞ Joseph Jean Chevallier.

Augustin Lancelot (1763-1842) de Quatrebarbes, eut pour héritier Lancelot-Hyacinthe-Gabriel de Quatrebarbes (1791-1867), homme politique et inspecteur général des finances.

## Personnalités
- Hyacinthe de Quatrebarbes, (1644-1703), il est nommé en 1684 chevalier d'honneur d'Élisabeth-Charlotte de Bavière, duchesse d'Orléans, mère du Régent, et en 1688 chevalier de l'ordre du Saint-Esprit, et commandeur des ordres du roi, il fut créé marquis de La Rongère par lettres patentes de Louis XIV du 31 décembre 1688[7].
- Hyacinthe-Charles-René de Quatrebarbes, (1759 -1835), est un officier, nommé en 1808 maire d'Argenton-Notre-Dame
- Hyacinthe René de Quatrebarbes, (1785-1857), maire d'Argenton-Notre-Dame, sous-préfet de Segré (1812-1819) puis de Château-Gontier (1822) puis de Châteaudun (1822-1830), conseiller général du canton de Bierné (1848-1852)
- Lancelot-Hyacinthe-Gabriel de Quatrebarbes, (1791-1867), maire de Châtelain, inspecteur général des finances (1830-1861), conseiller général du canton de Bierné (1852-1867).
- Théodore de Quatrebarbes, (1803 -1887), maire de Chanzeaux, gouverneur d'Ancône, conseiller général du canton de Saint-Florent-le-Vieil (1845-1852), député de Maine-et-Loire (1846-1848).
- Louis-Hyacinthe de Quatrebarbes, (1811-1879), est un militaire, conseiller général du canton de Bierné (1871-1879).
- Bernard de Quatrebarbes, (1840-1867), zouave pontifical, tué à la bataille de Monterotondo.
- Hyacinthe Marie Joseph Thibault de Quatrebarbes, (1920-1981), général de corps d'armée.
- Marie-Christine de Quatrebarbes (de), (née en 1970), actrice allemande.
- Marie de Quatrebarbes, (née en 1984), est une poétesse et écrivaine française.

## Armes
D'Hozier indique un sceau de Jean Quatrebarbes, 1372, où étoit empreinte la figure d'une tête d'homme portant une grande moustache fourchue. Dom Morice donne celui de Jean Quatrebarbes.
Le blason de Foulques de Quatrebarbes est représenté (pour l'année 1218) dans la salle des Croisades du Musée de Versailles. Il se blasonne de la façon suivante : De sable à la bande d'argent accostée de deux cotices du même.

## Alliances
Les principales alliances de la famille de Quatrebarbes sont : Aubin de La Messuzière, d'Avout d'Auerstaedt, de Kermel, de La Bigne, de La Brosse, de Laparre de Saint-Sernin, Macé de Gastines, de Montaigne de Poncins, du Merle, de Monts de Savasse, de Pérignon, de Seguins-Cohorn de Vassieux, de Tarragon, Thomas de Labarthe, Tyrel de Poix, de Valence de Minardière, de La Roussardière (1549), de La Croix (1573), de Bonvoisin (1587), de Cervon (1606), Le Gouz du Plessis (1718 et 1838), Déan de Luigné (1781), Le Roy de La Potherie (1783), de Bourdon de Gramont (1791), des Hayes de Cosmes (1805), Gaudicher de Princé (1810), Butler O'Madden (1817), de Bertoult d'Hautecloque (1920), de Roquefeuil (1922), de La Croix de Castries (1946), de Turckheim (1948), de Marliave (1962), Fernex de Mongex (1972).

## Possessions

### Demeures
- Château de la Motte-Daudier ;
- Château d'Ampoigné ;
- Château de Thubœuf
- Château de la Rongère
- Château de Champfleury
- Château de la Sionnière
- Château de la Lande de Niafles
- Hôtel de Quatrebarbes à Château-Gontier
- Logis seigneurial de Viaulnay

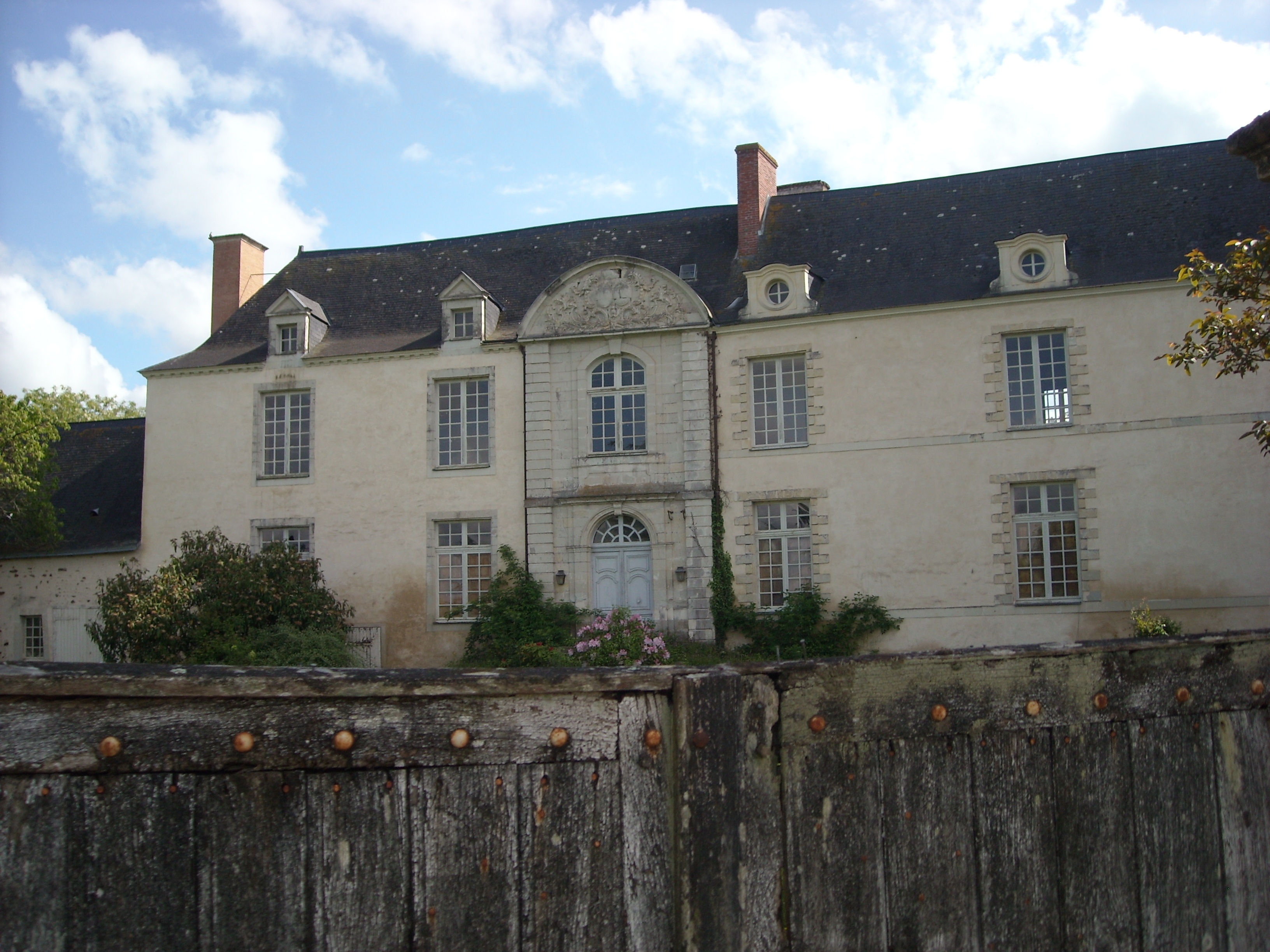
Château de la Cour, Ampoigné.
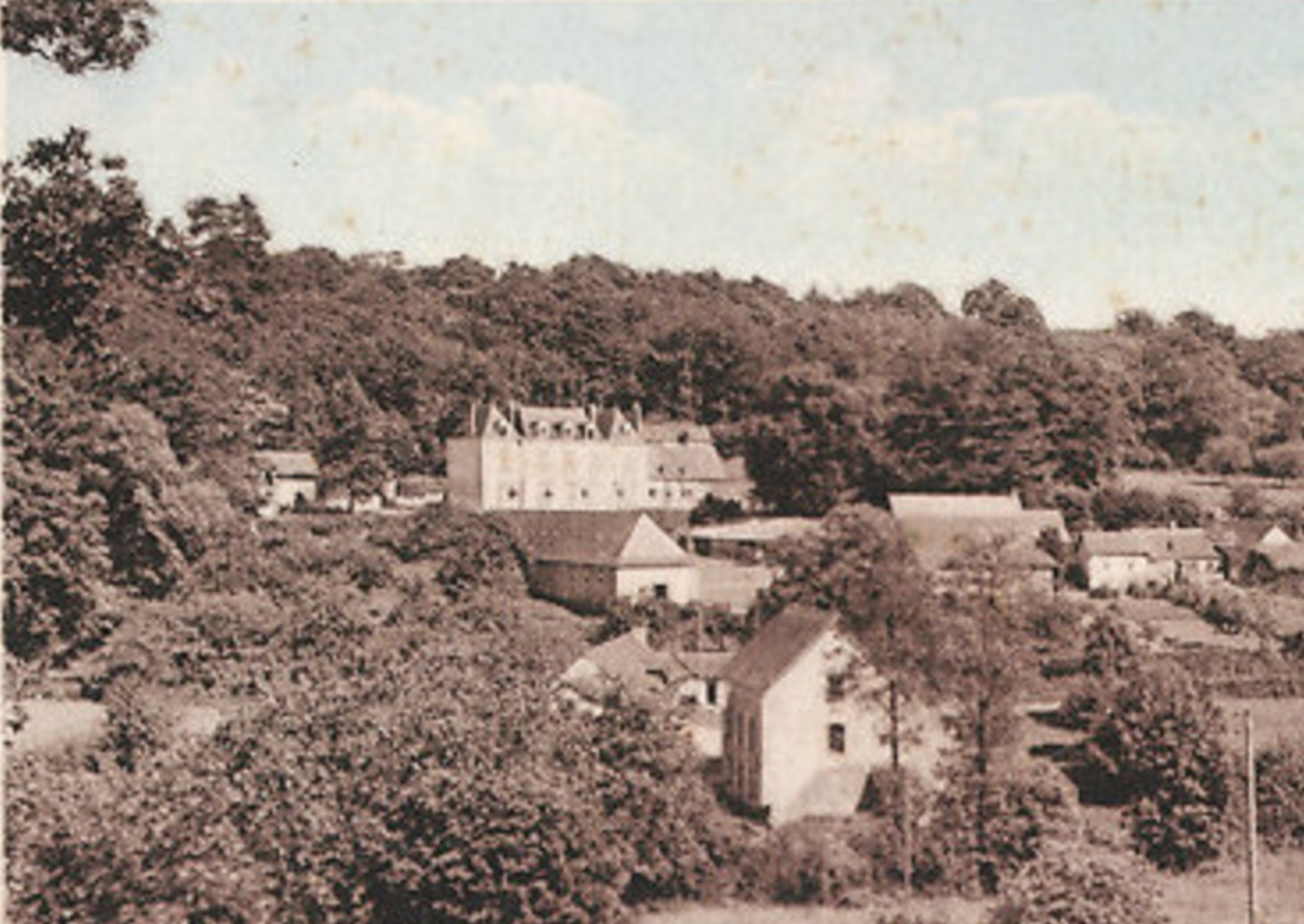
Château de Thuboeuf.

### Terres
- La Rongère
- Champfleury
- Cossé-le-Vivien
- Coulettre
- la Billonnière
- le Haut-Breil, Pommerieux
- Fontenelle
- Le Genest,
- Juigné, Saint-Herblon
- La Marquisière, Varades
- Montceaux
- la Motte-Sorchin
- Les Pins
- Viaunay
- Saint-Pierre-sur-Erve
- La Série, Saint-Herblon
- la Volue
- Beauvais[12]
- Château de l'Échasserie